# Alois Bauer (Politiker, 1845)
Alois Bauer (* 6. Juli 1845 in Podseditz; † 3. Januar 1928 ebenda) war ein österreichischer Gutsbesitzer und Politiker.

## Leben
Bauer wuchs in Podseditz auf und besuchte das Gymnasium in Prag, welches er im Frühjahr 1865 mit der Matura abschloss. Danach immatrikulierte er sich an der Karls-Universität Prag für Rechtswissenschaft. In dieser Zeit wurde er Mitglied des Corps Austria. Er wechselte 1868 studienhalber an die Universität Graz und legte dort sein Staatsexamen ab. 1870 war er Gerichtsreferendar am Kreisgericht in Leitmeritz und danach Doktorand in Graz, wo er 1872 zum Dr. iur. promoviert wurde. Danach kehrte er nach Podseditz zurück und übernahm 1879 die Leitung des dortigen Familienguts.
Im März 1891 wurde er als Abgeordneter in das Abgeordnetenhaus (Österreich) gewählt, wo er der liberalen Partei angehörte. Bauer war außerdem Mitglied des österreichischen Landwirtschafts- und Staatseisenbahnrats. 1908 wurde er zum Vizepräsidenten der deutschen Sektion des Landeskulturrats für Böhmen gewählt und zuletzt 1915 wiedergewählt.

## Ehrungen
- Ritterkreuz des Franz-Joseph-Ordens